# Torengebouw
Het Torengebouw is een voormalig politiebureau in de Antwerpse plaats Heist-op-den-Berg, gelegen aan de Oude Godtstraat 1.
Dit gebouw werd opgericht in 1954-1955 en het werd door werklozen gebouwd. Merkwaardig is de vier verdiepingen hoge centrale toren, gedekt door een tentdak.
In 2005 verhuisde de politiedienst naar een nieuw politiebureau.